# بدرود عشق تابستانی من
بدرود عشق تابستانی من (به انگلیسی: Farewell My Summer Love) یک آلبوم گردآوری‌شده از خواننده اهل ایالات متحده آمریکا مایکل جکسون است که از ژانویه تا اکتبر ۱۹۷۳ ضبط شد. آلبوم در ۱۵ مه ۱۹۸۴ توسط موتاون در ایالات متحده آمریکا منتشر شد.